# Nokia X

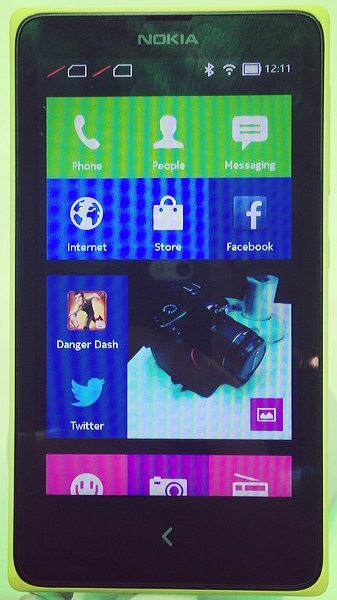
Nokia X Dual-SIM

Nokia X ist eine Smartphone-Serie von Nokia, die allesamt mit Android OS betrieben werden. Die ersten Geräte wurden auf dem GSMA Mobile World Congress 2014 im Rahmen einer Pressekonferenz durch den damaligen Nokia-CEO Stephen Elop offiziell vorgestellt.

## Geschichte
Über Wochen vor der Vorstellung wurde es durch die Techmedien auch als „Nokia Normandy“ bezeichnet, da es das erste Gerät Nokias mit dem Mobilen-Betriebssystem Android ist. Die Software der neuen X-Modelle ist jedoch keine gewöhnliche Android-Software, da keine Google-Play-Lizenzierung existiert. Es handelt sich stattdessen um die Nokia X Software-Plattform 1.0 auf Basis von Android Jelly Bean.
Auf einer Pressekonferenz auf dem GSMA Mobile World Congress 2014 stellte Nokia-CEO Stephen Elop das Nokia X Dual-SIM, Nokia X+ Dual-SIM und Nokia XL Dual-SIM offiziell vor.
Am 24. Juni 2014 stellte Nokia die zweite Generation vor, das Nokia X2 Dual-SIM.
Am 17. Juli 2014 kündigte Microsoft-Chef Satya Nadella an, dass die Nokia X Serie eingestellt wird.

## Varianten

### Nokia X Dual-SIM
Das Nokia X Dual-SIM ist das erste Gerät der X-Serie und verfügt über einen 4 Zoll großes IPS-Touch-Display mit einer Auflösung von 800 × 480. Als Prozessor kommt der Qualcomm Snapdragon S4 mit 2 Kernen und einer Taktfrequenz von 1,0 Gigahertz zum Einsatz, dem 512 Megabyte Arbeitsspeicher und 4 Gigabyte Massenspeicher zur Verfügung stehen. Letzterer kann per microSD-Karte erweitert werden.
Der Akkumulator des Nokia X ist 1500 Milliamperestunden groß. Die Digitalkamera des Nokia X löst mit 3 Megapixeln auf und ist auf der Rückseite installiert. Eine Frontkamera für Selbstaufnahmen („Selfies“) ist nicht installiert.

### Nokia X+ Dual-SIM
Das Nokia X+ Dual-SIM ist dem Nokia X Dual-SIM weitgehend identisch, besitzt jedoch nun 768 MB Arbeitsspeicher.

### Nokia XL Dual-SIM
Das Nokia XL Dual-SIM unterscheidet sich durch den 5 Zoll großen Bildschirm durch die restlichen Nokia X-Smartphones, sowie durch die Digitalkameras: diese besitzen nun 5 Megapixel auf der Rückseite, und 2 Megapixel auf der Vorderseite. Zudem ist ein LED-Blitz installiert. Der Arbeitsspeicher des Nokia XL Dual-SIM ist nun 1 Gigabyte groß, der interne Speicher 8 Gigabyte.

### Nokia X2 Dual-SIM
Das Nokia X2 Dual-SIM besitzt ein 4,3 Zoll-IPS-Touch-Display mit einer Displayauflösung von 800 × 480 Pixeln, die eine Pixeldichte von 217 Pixeln pro Zoll (PPI) resultiert. Als Prozessor kommt der Qualcomm Snapdragon 400 Dual-Core-Prozessor zum Einsatz, der mit 1,2 Gigahertz taktet. Auch der Arbeitsspeicher ist gewachsen: dieser ist nun 1 Gigabyte groß. Der interne Speicher beträgt weiterhin 4 Gigabyte.
Der Akkumulator ist nun 1800 mAh groß. Die Digitalkamera auf der Rückseite löst mit 5 Megapixeln auf und kann Videos in HD (720p) aufnehmen. Die Frontkamera löst mit 0,3 Megapixeln (VGA) auf.

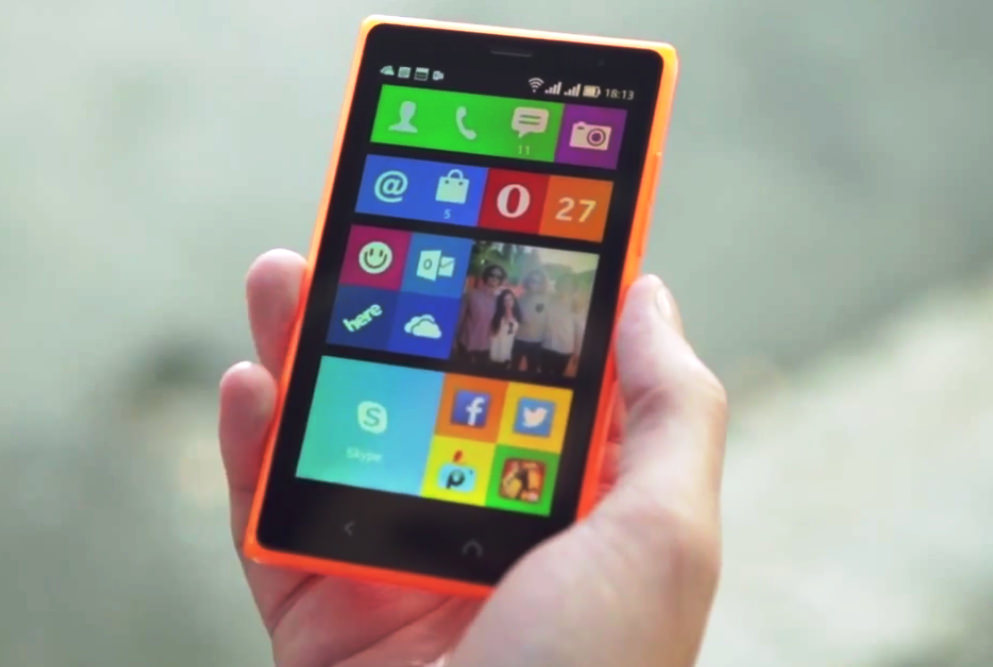
Nokia X2 Dual-SIM in orange

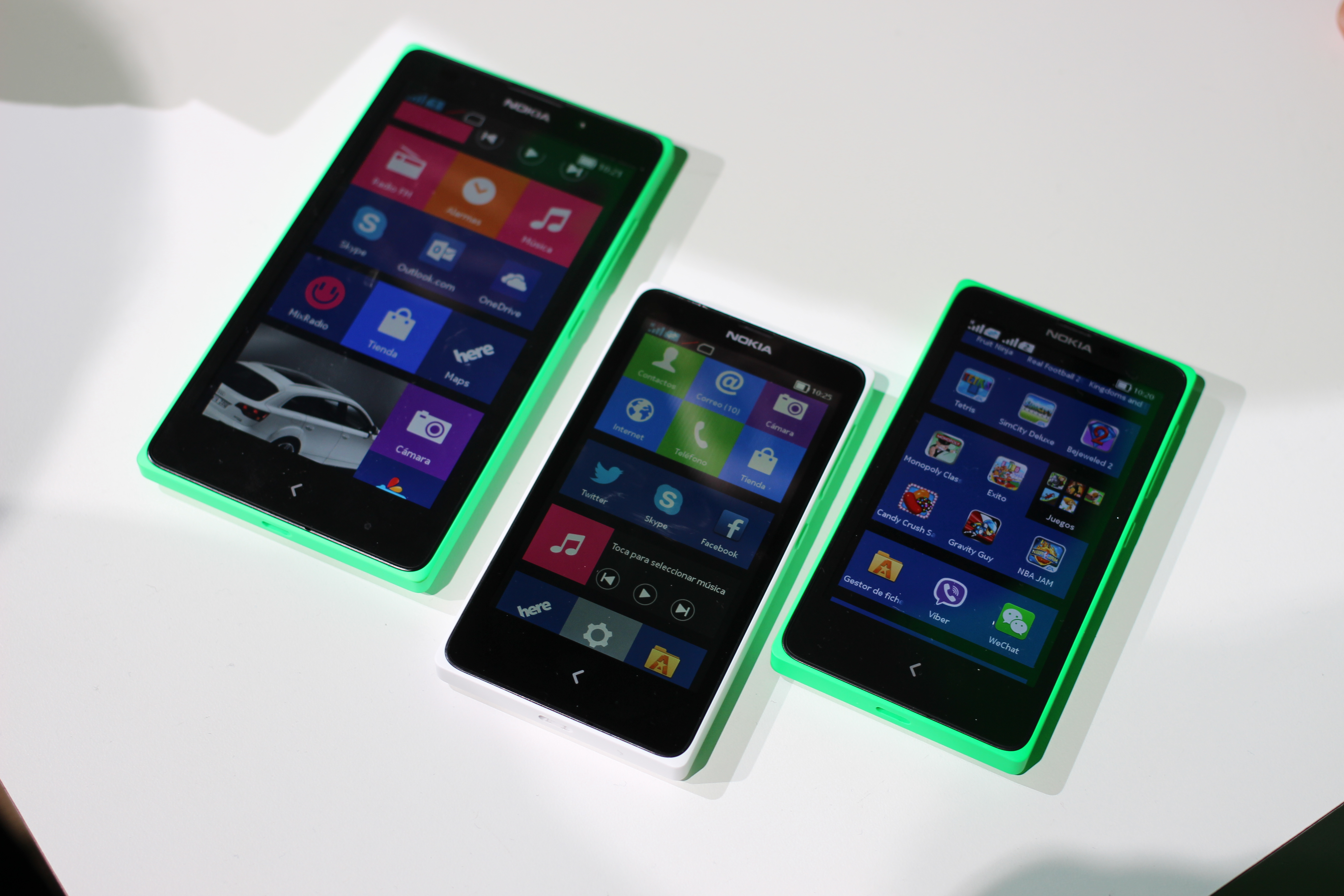
Verschiedene Nokia X-Smartphones

Das Nokia X2 Dual-SIM ist in den Farben schwarz, weiß, grün, orange und gelb erhältlich und erinnert vom Design her an das bereits auf der Nokia World 2013 vorgestellte Nokia Asha 503.

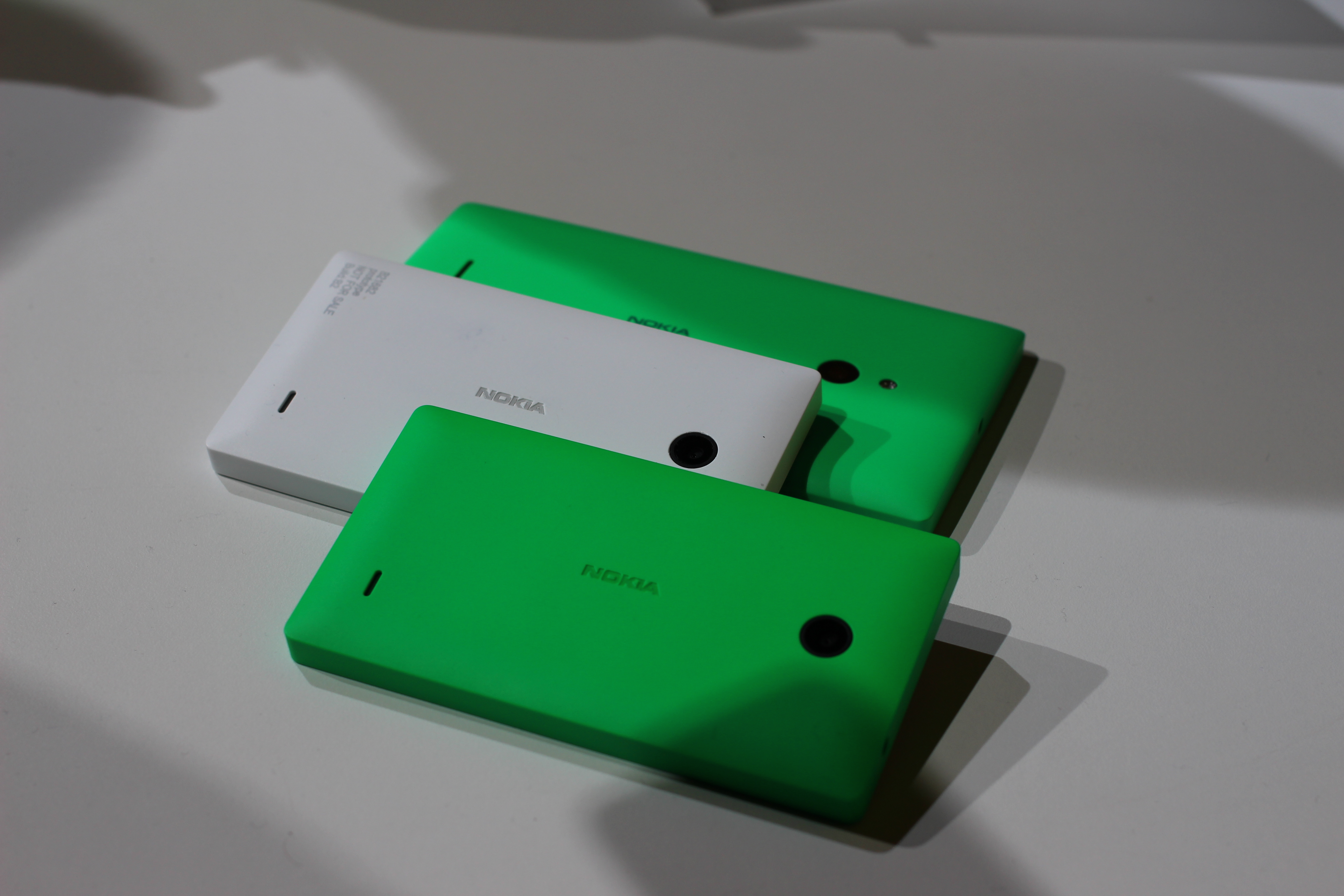
Verschiedene Nokia X-Smartphones in weiß und grün

|                 | Nokia X Dual-SIM                   | Nokia X+ Dual-SIM                  | Nokia XL Dual-SIM                            | Nokia X2 Dual-SIM                              |
| --------------- | ---------------------------------- | ---------------------------------- | -------------------------------------------- | ---------------------------------------------- |
| Display         | 4 Zoll (800x480px); IPS            | 4 Zoll (800x480px); IPS            | 5 Zoll (800x480px); IPS                      | 4,3 Zoll (800x480px); IPS                      |
| Digitalkameras  | 3 Megapixel                        | 3 Megapixel                        | 5 Megapixel (Rückseite); 2 Megapixel (Front) | 5 Megapixel (Rückseite); 0,3 Megapixel (Front) |
| Prozessor       | Qualcomm Snapdragon S4 2 × 1,0 GHz | Qualcomm Snapdragon S4 2 × 1,0 GHz | Qualcomm Snapdragon S4 2 × 1,0 GHz           | Qualcomm Snapdragon 200 2 × 1,2 GHz            |
| Arbeitsspeicher | 512 Megabyte                       | 768 Megabyte                       | 1 Gigabyte                                   | 1 Gigabyte                                     |
| Massenspeicher  | 4 Gigabyte                         | 4 Gigabyte                         | 8 Gigabyte                                   | 4 Gigabyte                                     |
| Speicherkarte   | microSD (bis zu 32 Gigabyte)       | microSD (bis zu 32 Gigabyte)       | microSD (bis zu 32 Gigabyte)                 | microSD (bis zu 32 Gigabyte)                   |
| WLAN            | b/g/n                              | b/g/n                              | b/g/n                                        | b/g/n                                          |
| Bluetooth       | Bluetooth 3.0                      | Bluetooth 3.0                      | Bluetooth 3.0                                | Bluetooth 4.0                                  |
| Akkumulator     | 1500 mAh                           | 1500 mAh                           | 2000 mAh                                     | 1800 mAh                                       |
| Gewicht         |                                    |                                    |                                              | 150g                                           |
| Preis           | 89€                                | 99€                                | 109€                                         | 129€                                           |

## Software
Auf den Nokia X-Geräten ist Android OS in den Versionen 4.1 (erste Generation) und 4.3 (zweite Generation) vorinstalliert. Die Software der neuen X-Modelle ist jedoch keine gewöhnliche Android-Software, da keine Google-Play-Lizenzierung existiert. Programme („Apps“) können daher nur im Nokia Store heruntergeladen werden.